# 高瀬駅 (山形県)
高瀬駅（たかせえき）は、山形県山形市大字下東山にある、東日本旅客鉄道（JR東日本）仙山線の駅である。

## 歴史
- 1950年（昭和25年）7月1日：開業[3]。
- 1971年（昭和46年）4月1日：荷物の扱いを廃止[4]。無人化[5][6]。
- 1987年（昭和62年）4月1日：国鉄分割民営化により、東日本旅客鉄道の駅となる[7]。
- 1999年（平成11年）：駅舎を改築。
- 2024年（令和6年）10月1日：えきねっとQチケのサービスを開始[1][8]。

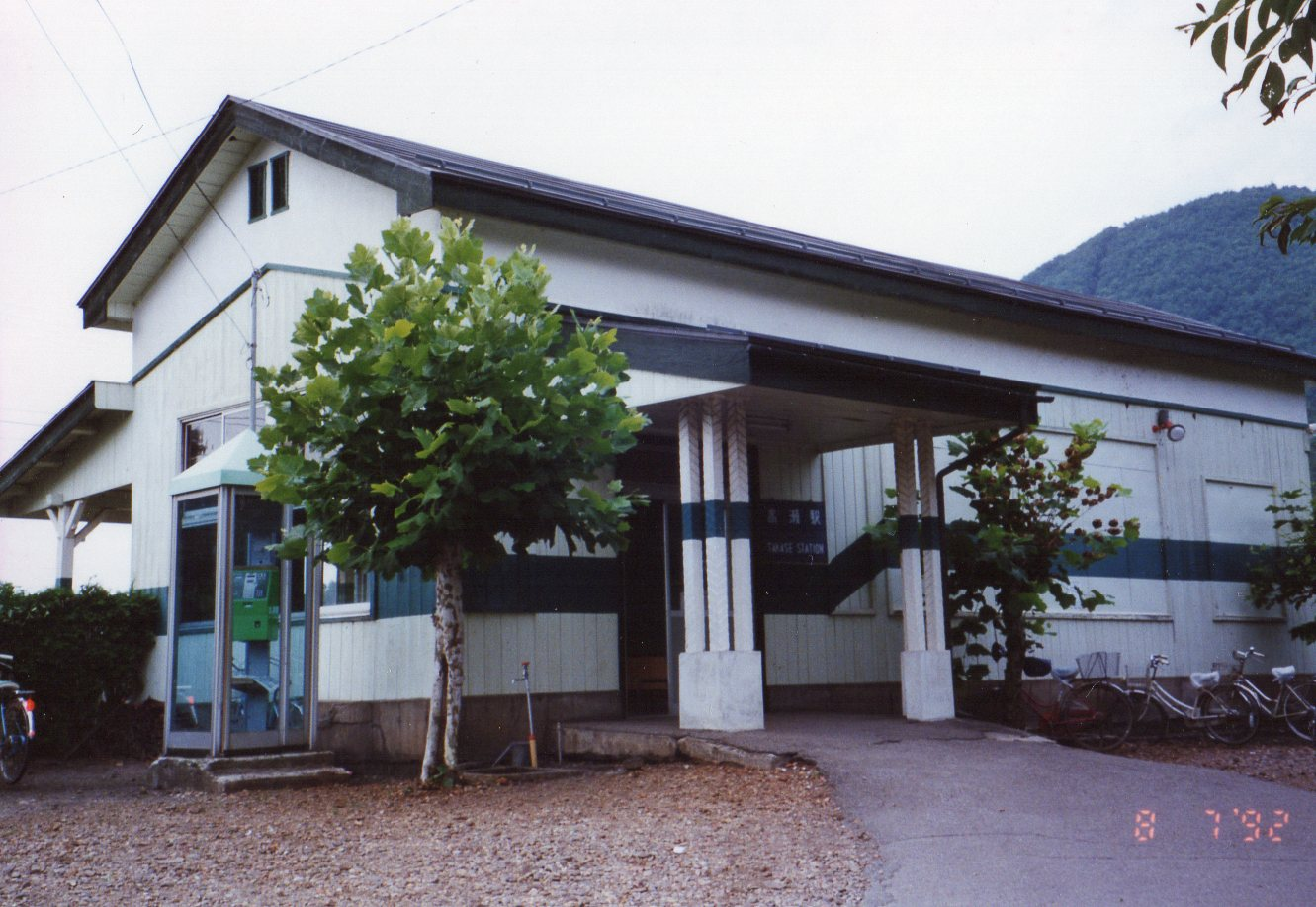
旧駅舎（1992年8月）

## 駅構造
単式ホーム1面1線を有する地上駅である。山形駅管理の無人駅で、乗車駅証明書発行機が設置されている。
香川県三豊市にある四国旅客鉄道（JR四国）予讃線の高瀬駅と区別するため、当駅発着の乗車券類には「（仙山）高瀬」と表記される。

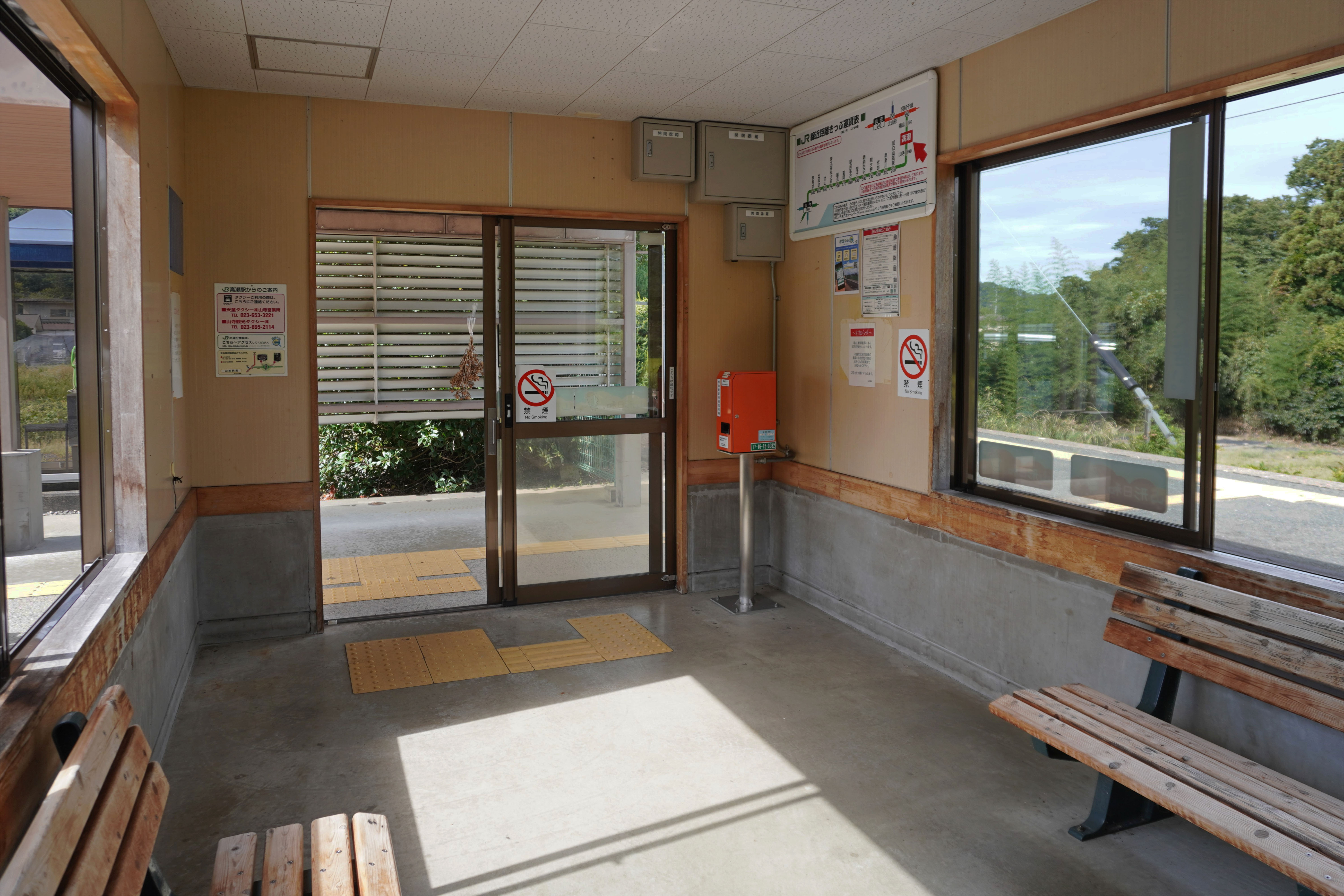
駅舎内（2023年9月）
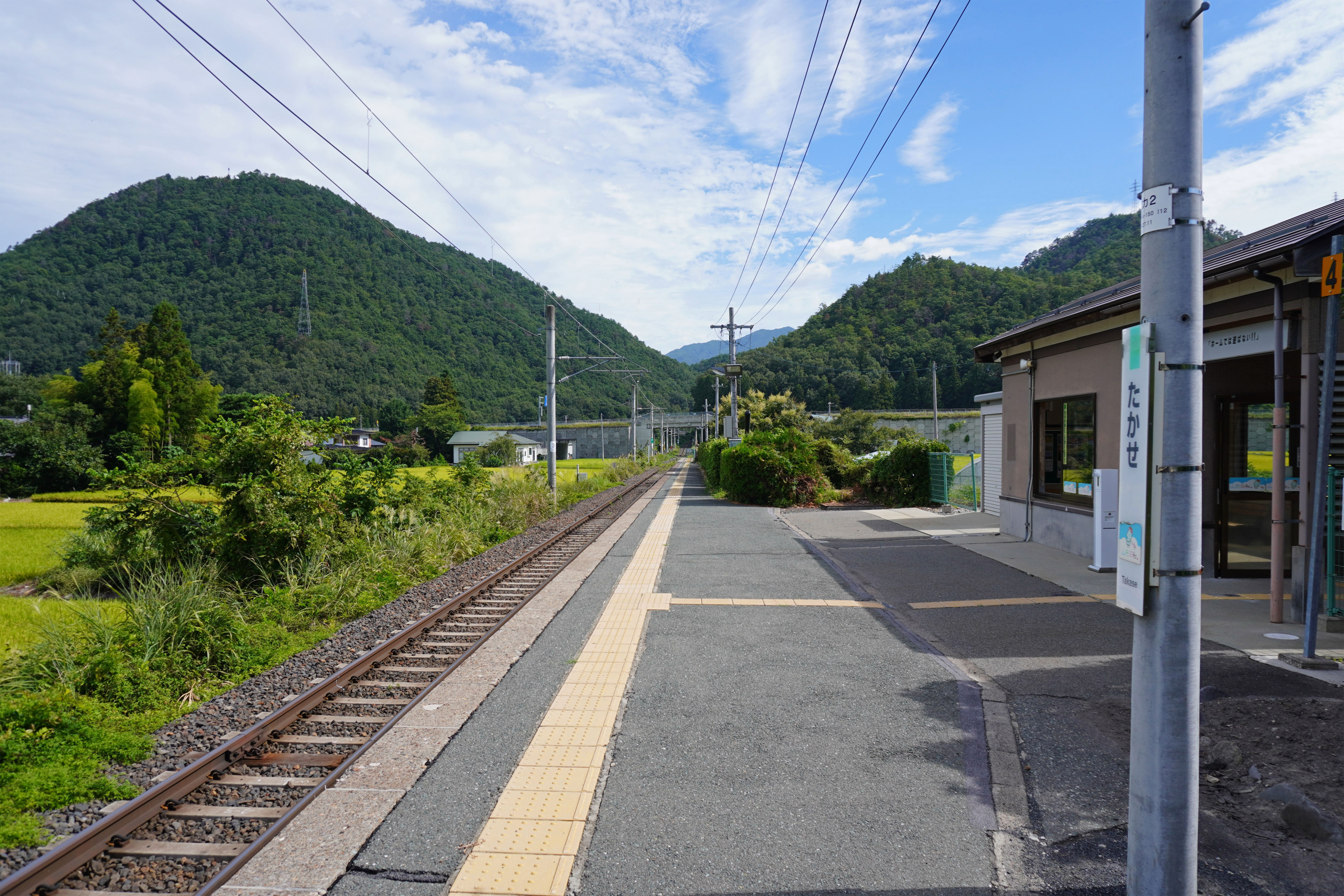
ホーム（2023年9月）

## 利用状況
「山形県の鉄道輸送」によると、2000年度（平成12年度）- 2004年度（平成16年度）の1日平均乗車人員の推移は以下のとおりであった。
| 乗車人員推移       | 乗車人員推移     | 乗車人員推移 |
| 年度               | 1日平均 乗車人員 | 出典         |
| ------------------ | ---------------- | ------------ |
| 2000年（平成12年） | 76               | [ 9 ]        |
| 2001年（平成13年） | 83               | [ 9 ]        |
| 2002年（平成14年） | 77               | [ 9 ]        |
| 2003年（平成15年） | 72               | [ 9 ]        |
| 2004年（平成16年） | 68               | [ 9 ]        |

## 駅周辺
地区の詳細は高瀬地区を参照。
- 村山高瀬郵便局
- 村山高瀬川
- 大森山
- 山寺中継局
- 山形市立高瀬小学校
- 高瀬紅花ふれあいセンター
- 二本堂橋 - 村山高瀬川にかかり、春には桜並木が美しい。

## 作品の舞台として
高瀬駅はスタジオジブリのアニメーション映画『おもひでぽろぽろ』の舞台となった駅である。同作品で描かれている駅舎は、今では新しいものに建て替えられているが、駅舎の横に設置された電話ボックスなど周囲の風景はその面影を残している。

## 隣の駅
東日本旅客鉄道（JR東日本）
■仙山線
□快速
通過
■普通
山寺駅 - 高瀬駅 - 楯山駅